# Shikari
Shikari es un personaje ficticio, una superheroína en el futuro del universo DC y un miembro de la Legión de Super Héroes. Fue creada, por Olivier Coipel, Dan Abnett y Andy Lanning. Su primera aparición fue en Legion Lost #1.
Algunos fanes han mantenido que sus poderes rastreadores son similares a (o un retorno de) los poderes de Dawnstar, exmiembro de la legión, pero Abnett y Lanning han negado con frecuencia que ella se trate de una nueva versión del carácter anterior. 
Su nombre es una palabra del idioma hindi para el cazador, derivada de shikar, “caza.”

## Historia
Shikari es una miembro Kwai, una raza nómada de insectos humanoides que viven en la “segunda galaxia,” y que fueron perseguidos y esclavizados por la progenie hostil, otra raza del insectoides. Discrepante de su legado Kwai, Shikari era rebelde, tenía tendencias agresivas, e incluso usaba su exoesqueleto retractable para luchar en vez de usarlo como protección contra el vacío espacial.
Se encontró por primera vez con la Legión cuando entró a las ruinas del Outpost, mientras seguía el rastro de "feral star", un guerrero que según los Kwai, era lo suficientemente poderoso como para ayudarlos a acabar con el régimen al que eran sometidos. Dentro del Outpost se encontraban algunos de los héroes en animación suspendida; un holograma de Element Lad, desencadenado por su entrada en el Outpost, trató de explicar a su manera que el grupo había sido arrojado a través de una fisura espacio-tiempo cruzando una gran distancia. Shikari los reanimo y estos la ayudaron para poder escapar de un ataque de la progenie. A cambio, ella los llevó a la "brief-home" de los Kwai, en la que con ayuda de estos, consiguieron datos y materiales con los cuales reconstruyeron el muy dañado Outpost.
Además, Kid Quantum descubrió que el "feral star" que buscaba shkari, era en realidad ERG–1, a quien Shikari llamó Wildfire, nombre que él adoptó. Cuando los Kwai se mudaron a otro planeta, Shikari se fue con la Legión.
Después de esto, Shikari usó sus poderes rastreadores para intentar encontrarles un camino de retorno a su hogar, que los llevó a una pirámide en el espacio. En el centro de esta, encontraron una fisura espacio-tiempo que se suponía los llevaría a casa, pero que en realidad se trataba de una cárcel donde se encontraba una criatura llamada Omniphagos (que se comía toda materia que encontrara en su camino) que había sido liberada inadvertidamente por la Progenie, y que se vieron forzados a encerrar una vez más.
Shikari y la Legión fueron capturados por la progenie y se llevaron a su creador, el progenitor, que reveló ser el Legionario Element Lad. Él había sido proyectado un billón de años atrás cuando el Outpost pasó por el universo normal, y creó todas las razas en el sector (incluyendo los Kwai y la Progenie, hecho que perturbo seriamente a Shikari). Eventualmente, después de había matado al legionario Monstress y liberado al Omniphagos para un experimento, Live Wire se sacrificó para matar a Element Lad y Omniphagos. Shikari guío al resto del equipo fuera de la prisión de Omniphagos y regresaron a casa.
Después, Shikari fue separada del equipo por “cuarentena” e iba a ser diseccionada hasta que fue rescatada por Triad, quien la llevó a la “Bouncing Boy”, nave de Chuck Taine, donde, a su vez, rescató a los otros legionarios “perdidos” de ser ahogados en lodos tóxicos. El grupo fue llevado después al Legión World, un planeta artificial construido para ser sede de la Legión mientras que la mitad del grupo fue “perdido”.
Brainiac 5 construyó un “umbral” teletransportador basado en la fisura que tenía la prisión de Omniphagos, pero que dependía de los poderes de Shikari para trabajar. Después de recuperar a Spark de su planeta natal como una prueba, Shikari ayudó a un grupo de Legionarios para hablar con los Kwai para convertirse en guía del sistema de teletransportación como un práctico sistema de comunicación. Eventualmente ellos decidieron que mientras ella permanecía en la tierra ayudara al derrotado Ra's al Ghul, quien había ursurpado la presidencia de los planetas unidos.
Shikari seguirá siendo un miembro clave del equipo de entonces, tocando piezas clave en sus derrotas de Cómputo y Universo.
A finales de Teen Titans / Legión especial, la mayoría del equipo pareció desaparecer de la existencia. Shikari fue la única que se depositará en la nueva "Threeboot" temporal. Sin embargo, la separación de la Legión y Shikari hizo volver a "Tierra-247", como se muestra en Crisis Infinita # 6.

## Poderes y habilidades
Dado el momento, Shikari puede encontrar un camino hacia cualquier objeto o lugar, si existe la forma de llegar. Este poder puede también ser usado para halllar ilusiones. Asimismo tiene una armadura, un exoesqueleto retractable, y puede estar activa indefinidamente en el vacío. Tiene alas de insecto, y puede volar fácilmente en el espacio.